# Richard Haupt

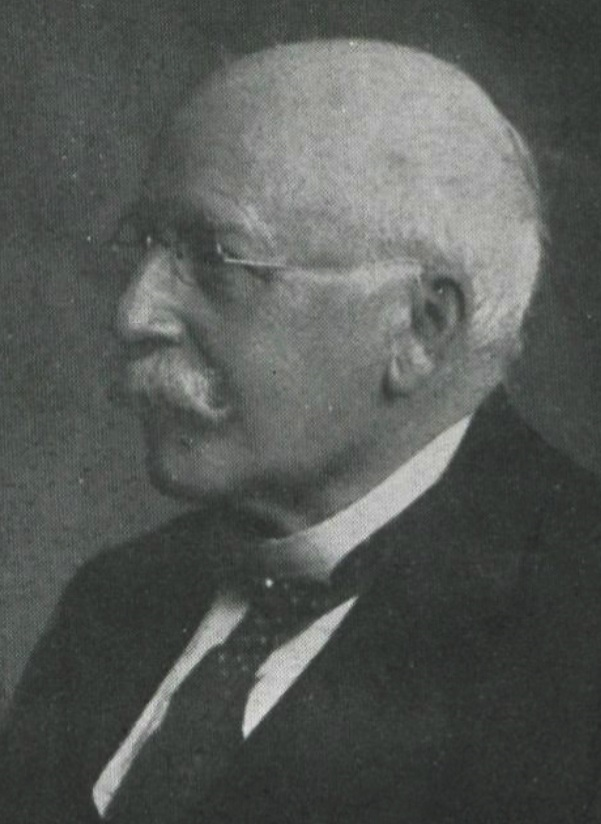
Richard Haupt (1926)

Richard Haupt, född 1846, död 1940, var en tysk arkeolog och konsthistoriker. Han var bror till Albrecht Haupt.
Haupt utbildade sig först till gymnasielärare, blev sedan fornvårdare och konsthistorisk författare, och var 1893-1924 provinsialkonservator i Schleswig-Holstein. Bland hans skrifter märks Die Vizelinskirchen (1884), Die Bau- und Kunstdenkmäler in der Provinz Schleswig-Holstein (1887-), samt Altwagrische Baukunst (1916).